# Chiesa di San Vitale (Faenza)
La chiesa di San Vitale si trova a Faenza, in corso Mazzini e sorge a metà strada fra la chiesa di San Giovanni di Dio e la chiesa di San Filippo Neri o del Suffragio.

## Storia e descrizione
Essa ha origini antichissime, ma quella attuale fu ricostruita totalmente nel 1831 da Pietro Tomba.
L'esterno rappresenta chiaramente il suo stile poiché dona una disarmante essenzialità alla facciata, nella quale c'è un timpano triangolare racchiuso da un rettangolo. Lorenzo Savelli ha riconosciuto affinità con chiese romane costruite da Giuseppe Valadier, come San Pantaleo.